# Antton Luengo

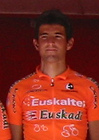
Antton Luengo

Antton Luengo Celaya (* 17. Januar 1981 in Gautegiz-Arteaga, Spanien) ist ein ehemaliger baskischer Radrennfahrer.
Luengo begann seine Profikarriere im Jahr 2004 bei Euskaltel-Euskadi. In den Jahren 2006 und 2007 nahm er am Giro d’Italia teil. Nach der Saison 2008 beendete Luengo seine Karriere.

## Teams
- 2004–2008: Euskaltel-Euskadi